# Adlershofer Ballspiel-Club 1908 e.V.
Adlershofer Ballspiel-Club 1908 e.V. é uma agremiação esportiva alemã, fundada a 9 de novembro de 1908, sediada em Berlin. Foi estabelecido naquele ano como Adlershofer Ballspiel-Club e, em 1914, se juntou ao Wildauer Fußball-Club Phönix.

## História

SG Adlershof

O Adlershofer BC atuou como um time inferior da tábua de classificação da Oberliga Berlim nos anos 1920 e início dos 1930. O futebol alemão foi reorganizada sob a égide do Terceiro Reich em 1933 e a equipe não conseguiu se classificar para a nova primeira divisão, a Gauliga Berlin-Brandenburg.
Em março de 1935 o clube se fundiu com o Thor-und Fussballclub Colombia 04 Adlershof e o Turnverein Adlershofer formando o Adlershofer BC Colombia 04 antes de atuar novamente mais tarde simplesmente como Adlershofer BC.
Após a Segunda Guerra Mundial a maioria das organizações na Alemanha, incluindo esportes e clubes de futebol, foram banidos pelas autoridades aliadas. A maioria foi reconstituída rapidamente e os membros do Adlershofer BC estabeleceram o Sportgruppe Adlershof, em 1945, para participar da organizada às pressas Stadtliga Berlim em 1945-46. A campanha, porém foi ruim, e o time passou a disputar a Landesliga Berlin (II) de 1947 a 50. Em 1948, retomou sua identidade tradicional como Adlershofer BC antes de ser dirigido por novas autoridades em novembro de 1953 e atuar como Sportgemeinschaft Adlershofer.
Durante este período, o aumento das tensões entre os aliados ocidentais (Estados Unidos, Grã-Bretanha e França) e da União Soviética levou à divisão da Alemanha e da cidade de Berlim. O Adlershofer ficou localizado na zona de ocupação soviética e passou a fazer parte da competição de futebol separada que surgiu na Alemanha Oriental, jogando na DDR-Liga (II) em 1952-53, antes de ser rebaixado para o nível imediatamente inferior. O SG fez aparições nas fases iniciais da FDGB-Pokal (Copa da Alemanha Oriental) em 1954, 1958 e 1960 e, exceto por uma única temporada por sua vez, na 2. DDR-Liga (III) em 1962-63, permaneceu no mais módulo.
Em 1989, com a abordagem da reunificação alemã o clube novamente assumiu o nome Adlershofer BC e, em 1997, tinha avançado à Verbandsliga Berlin (IV), o circuito maior da cidade base, que é hoje a Berlim-Liga (VI), na qual ainda concorre.

## Títulos
- Participação na DDR-Liga: 1951-1952
- Participação na II DDR-Liga: 1962-1963
- Campeão do Leste alemão da Juventude (Youth B): 1952
- Campeão do leste de Berlim: 1962
- Campeão da Berliner Landespokal (Berlim Oriental): 1957 e 1959

Mulheres:
- Berlim Campeão: 2004;
- Regional desde 2004;

## Cronologia
| Temporada | Liga             | Colocação |
| --------- | ---------------- | --------- |
| 2000/01   | BFV-Verbandsliga | 15ª (19)  |
| 2001/02   | BFV-Verbandsliga | 19ª (19)  |
| 2002/03   | BFV-Landesliga   | 10ª (16)  |
| 2003/04   | BFV-Landesliga   | 7ª (16)   |
| 2004/05   | BFV-Landesliga   | 11ª (16)  |
| 2005/06   | BFV-Landesliga   | 4ª (16)   |
| 2006/07   | BFV-Landesliga   | 1ª (16)   |
| 2007/08   | BFV-Verbandsliga | 10ª (18)  |
| 2008/09   | Berlin-Liga      | 11ª (18)  |
| 2009/10   | Berlin-Liga      | 4ª (19)   |
| 2010/11   | Berlin-Liga      | 9ª (18)   |
| 2011/12   | Berlin-Liga      | 15ª (19)  |
| 2012/13   | Berlin-Liga      | 17ª (18)  |